# 1558 w polityce

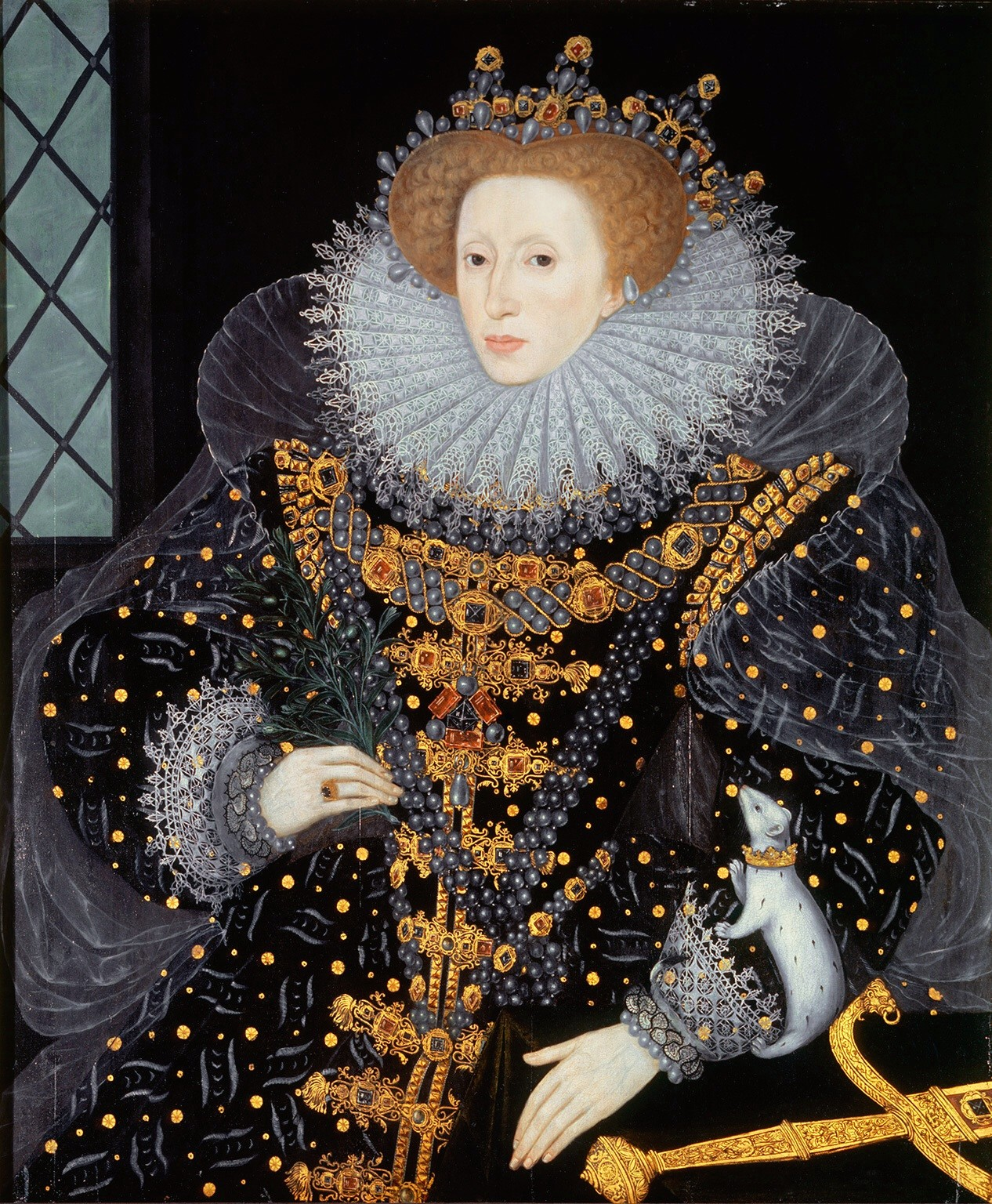
Elżbieta I Tudor

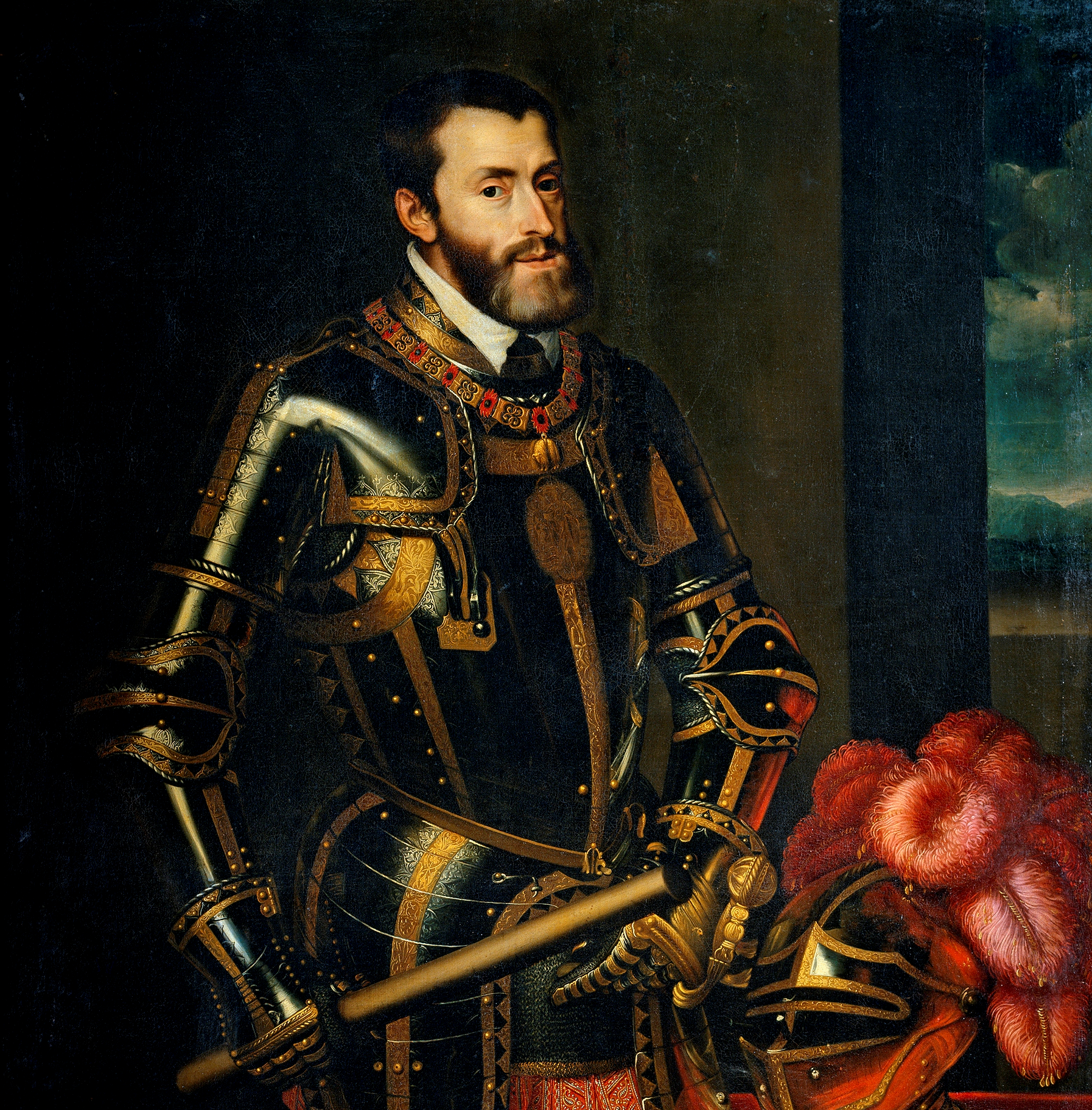
Karol V Habsburg, cesarz rzymski

Wydarzenia polityczne w 1558 roku.

## Wydarzenia
- Francuzi po siedmiodniowym oblężeniu zdobywają Calais, ostatnią twierdzę angielską na kontynencie[1].
- 17 listopada po śmierci siostry Elżbieta I Wielka[2], córka Henryka VIII, obejmuje tron Anglii[3]. Będzie panować do 1603, a czas sprawowania przez nią władzy zostanie nazwany epoką elżbietańską.

## Urodzili się
- John Wyndham (zm. 1645[4]), organizator obrony przed hiszpańską inwazją.
- Maksymilian III Habsburg, arcyksiążę Austrii, pretendent do tronu Polski, konkurent Zygmunta III Wazy[5].

## Zmarli
- 21 września Karol V Habsburg, cesarz rzymski[6].
- 17 listopada Maria I Tudor, królowa Anglii[7][8].
- 21 lipca Gonzalo de Mendoza, hiszpański konkwistador[9].